# Casamento real
Um casamento real é uma festa envolvendo membros de uma família real. Casamentos envolvendo membros mais velhos de uma família real frequentemente são vistos como cerimônias importantes e atraem atenção nacional e internacional.

## Casamentos reais por país

### Bélgica
- 4 de dezembro de 1999: casamento de Filipe, Duque de Brabante e Matilde d'Udekem d'Acoz

### Dinamarca
- 8 de Setembro de 1933: casamento de Canuto da Dinamarca e Carolina Matilda da Dinamarca
- 10 de junho de 1967: casamento de Margarida da Dinamarca e Henrique de Laborde de Monpezat
- 3 de fevereiro de 1968: casamento de Benedita da Dinamarca e Ricardo de Sayn-Wittgenstein-Berleburg
- 18 de novembro de 1995: casamento de Joaquim da Dinamarca e Alexandra Christina Manley
- 14 de maio de 2004: casamento de Frederico, Príncipe Herdeiro da Dinamarca e Maria Isabel Donaldson
- 24 de maio de 2008: casamento de Joaquim da Dinamarca e Maria Cavallier

### Espanha
- 14 de maio de 1962: casamento de Juan Carlos da Espanha e Sofia da Grécia
- 18 de março de 1995: casamento de Elena de Bourbon e Jaime de Marichalar
- 4 de outubro de 1997: casamento de Cristina de Bourbon e Iñaki Urdangarin
- 22 de maio de 2004: casamento de Filipe, Príncipe das Astúrias e Letizia Ortiz Rocasolano

### Países Baixos

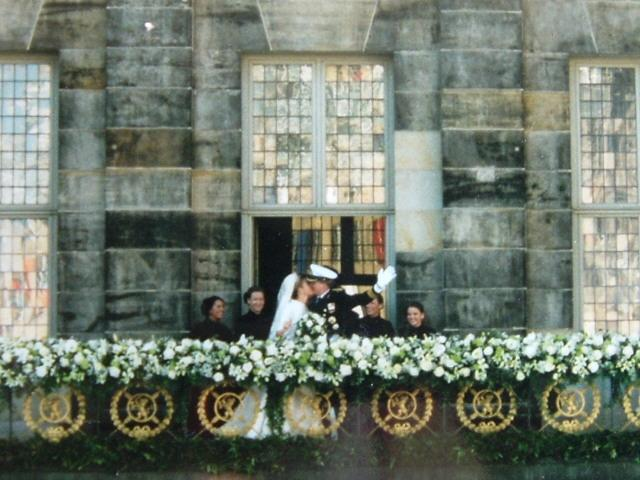
Casamento de Máxima Zorreguieta e do Principe de Orange

- 7 de fevereiro de 1901: casamento de Guilhermina dos Países Baixos e Henrique de Mecklemburgo-Schwerin
- 7 de janeiro de 1937: casamento de Juliana dos Países Baixos e Bernardo de Lippe-Biesterfeld
- 10 de março de 1966: casamento de Beatriz dos Países Baixos e Claus von Amsberg
- 10 de janeiro de 1967: casamento de Margarida dos Países Baixos e Pieter van Vollenhoven
- 17 de maio de 2001: casamento de Constantino dos Países Baixos e Laurentina Brinkhorst
- 2 de fevereiro de 2002: casamento de Guilherme Alexandre, Príncipe de Orange e Máxima Zorreguieta Cerruti
- 24 de abril de 2004: casamento de João Friso de Orange-Nassau e Mabel Wisse Smit

### Liechtenstein
- 3 de julho de 1993: casamento de Aloísio, Príncipe Herdeiro de Liechtenstein e Sofia da Baviera

### Luxemburgo
- 14 de fevereiro de 1981: casamento de Henrique, Grão-duque Herdeiro de Luxemburgo e Maria Teresa Mestre y Batista
- 20 de outubro de 2012: casamento de Guilherme, Grão-Duque Herdeiro de Luxemburgo e Stéphanie de Lannoy
- 21 de setembro de 2013: casamento de Félix de Luxemburgo e Claire Lademacher

### Mónaco
- 1 de julho de 2011 (Pelo Civil) e 2 de julho (Pela Igreja): casamento de Alberto II de Mônaco e Charlene Lynette Wittstock

### Noruega
- 25 de agosto de 2001: casamento de Haakon, Príncipe Herdeiro da Noruega e Mette-Marit Tjessem Høiby

### Portugal
- 22 de Maio de 1886: casamento de D. Carlos de Bragança, Príncipe Real de Portugal e Amélia de Orleães
- 4 de Setembro de 1913: casamento de D. Manuel II, Rei de Portugal e Augusta Vitória de Hohenzollern-Sigmaringen

### Reino Unido
Abadia de Westminster:

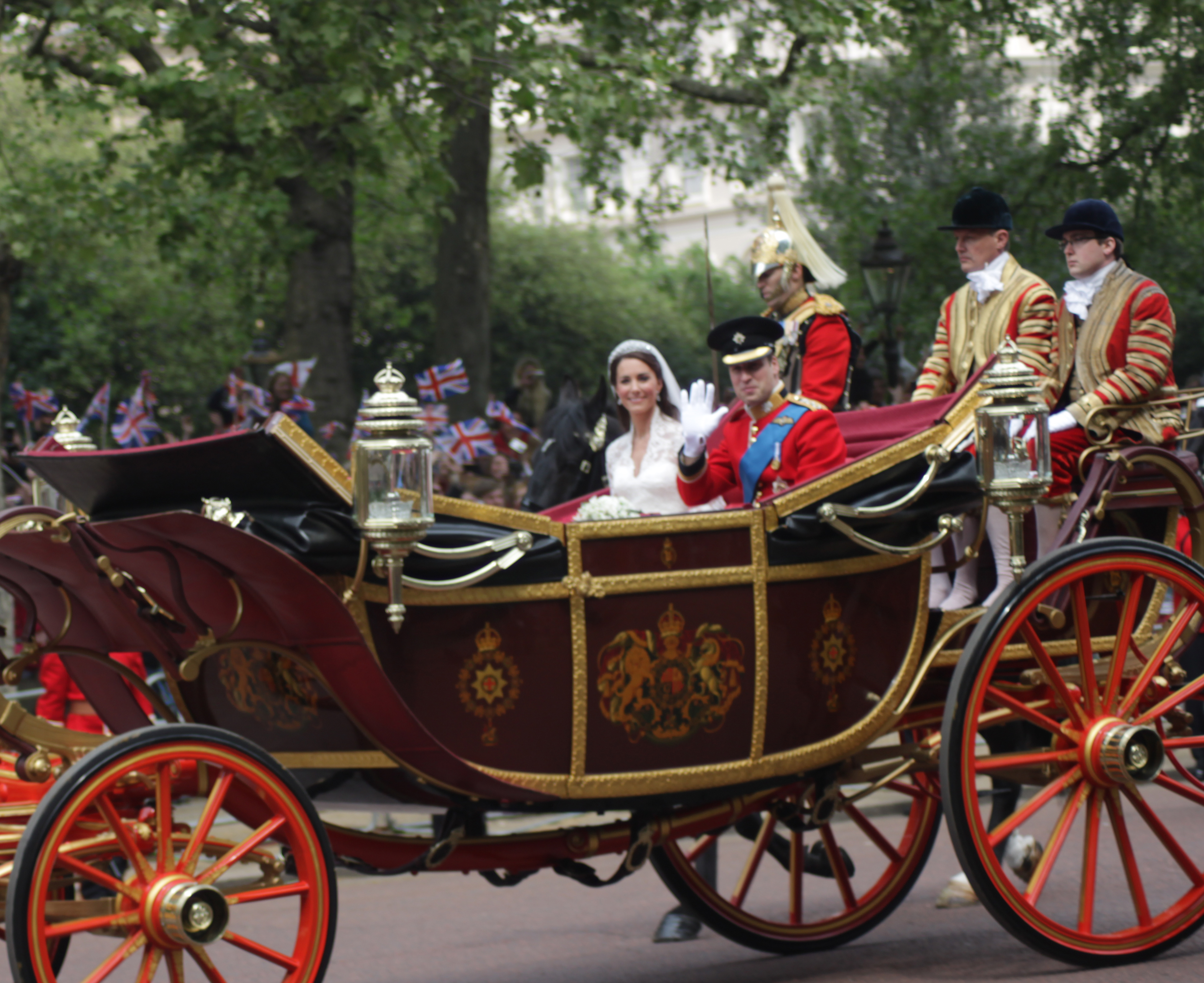
O Principe Guilherme, Duque de Cambridge e Catarina, Duquesa de Cambridge na carruagem real.

A Abadia de Westminster possui uma longa tradição como local para casamentos reais. Entretanto, houve um intervalo de 1382 até 1919 sem a realização de casamentos reais, e somente dois desses casamentos foram de monarcas reinantes ao longo do tempo (Henrique I e Ricardo II).
- 11 de novembro de 1100: Henrique I, Rei de Inglaterra e Edite da Escócia
- 20 de janeiro de 1382: Ricardo II, Rei de Inglaterra e Ana da Boêmia
- 27 de fevereiro de 1919: Patrícia de Connaught e Sir Alexandre Ramsay
- 28 de fevereiro de 1922: Maria do Reino Unido e Henrique Lascelles, Visconde Lascelles
- 26 de abril de 1923: Alberto, Duque de Iorque e Isabel Bowes-Lyon
- 29 de novembro de 1934: Jorge, Duque de Kent e Marina da Grécia e Dinamarca
- 20 de novembro de 1947: Isabel do Reino Unido e Filipe Mountbatten
- 6 de maio de 1960: Margarida do Reino Unido e Antony Armstrong-Jones
- 24 de abril de 1963: Alexandra de Kent e Angus Ogilvy
- 14 de novembro de 1973: Ana, Princesa Real e Mark Phillips
- 23 de julho de 1986: André, Duque de Iorque e Sarah Ferguson
- 29 de abril de 2011: Guilherme de Gales e Catherine Middleton

Capela Real, Palácio de St. James:
- 10 de fevereiro de 1840: Vitória, Rainha do Reino Unido e Alberto de Saxe-Coburgo-Gota
- 6 de julho de 1893: George, Duque de Iorque e Maria de Teck

Capela de São Jorge, Castelo de Windsor:
- 10 de março de 1863: Alberto Eduardo, Príncipe de Gales e Alexandra da Dinamarca
- 19 de junho de 1999: Eduardo, Conde de Wessex e Sofia Rhys-Jones
- 19 de maio de 2018: Henrique de Gales e Meghan Markle
- 12 de outubro de 2018: Eugênia de Iorque e Jack Jack Brooksbank

Catedral de São Paulo:
- 29 de julho de 1981: Carlos, Príncipe de Gales e Diana Frances Spencer

Windsor Guildhall:
- 9 de abril de 2005: Carlos, Príncipe de Gales e Camila Parker Bowles

### Suécia

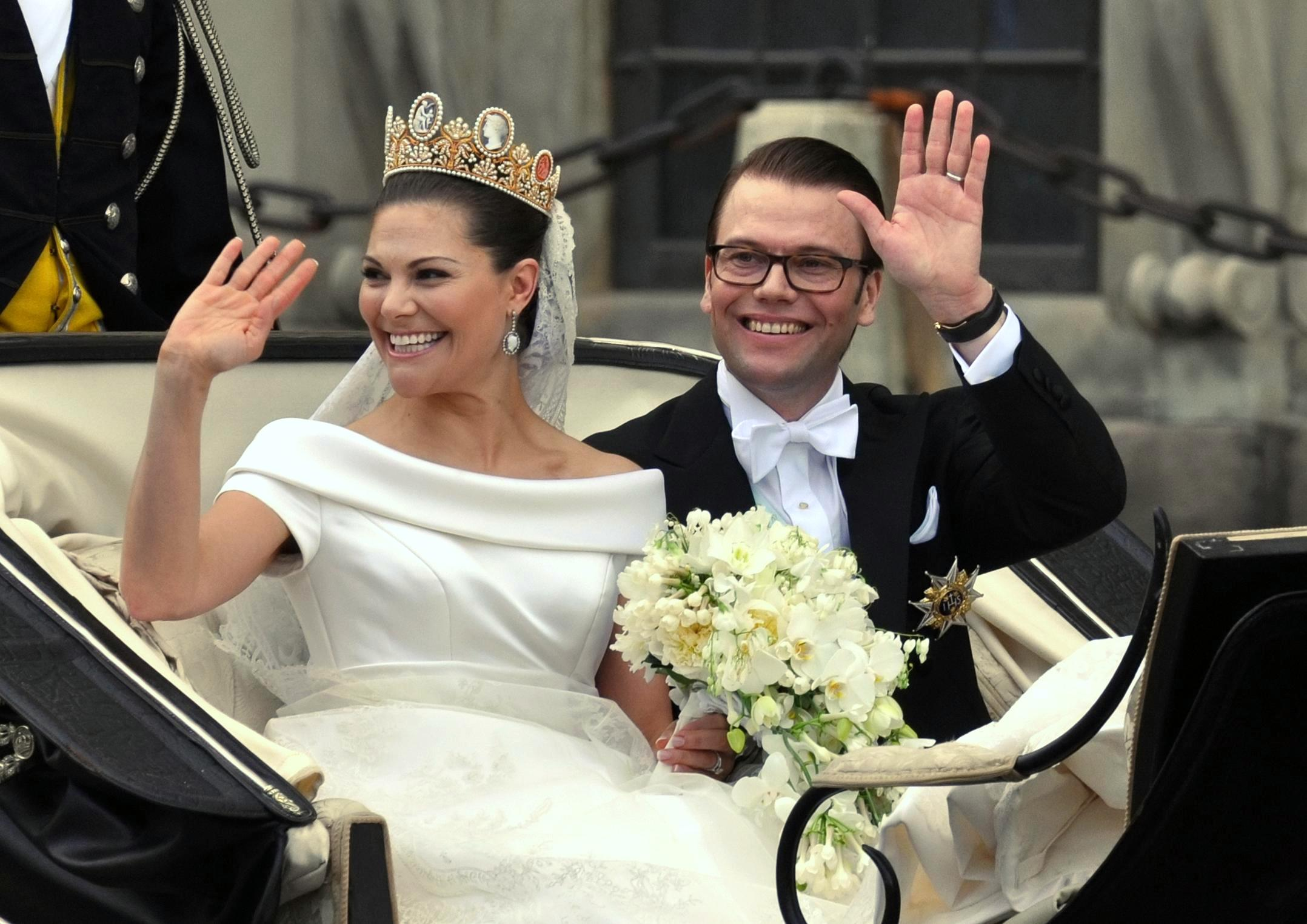
Vitória, Princesa Herdeira da Suécia e Daniel Westling na carruagem real.

- 19 de junho de 1976: Casamento de Carlos XVI Gustavo da Suécia e Sílvia Sommerlath
- 7 de dezembro de 1976: Casamento de Bertil, Duque da Halândia e Lilian Davies
- 19 de junho de 2010: Casamento de Vitória, Princesa Herdeira da Suécia e Daniel Westling
- 8 de junho de 2013: Casamento de Madalena, Duquesa da Helsíngia e Gestrícia e Christopher O'Neill

- 13 de junho de 2015: Casamento de Carlos Filipe, Duque de Varmlândia e Sofia Hellqvist